# Forum (Kirchenrecht)
Das Forum im Sinne des forum canonicum markiert den Geltungsbereich des kanonischen Rechtes in seiner Abgrenzung zum weltlichen Rechtssystem (vgl. c 1716 CIC) sowie die kirchliche Gerichtsbarkeit (forum iudicale, vgl. c. 1675,1 CIC).
Gleichzeitig bezeichnet der Begriff forum den äußeren (forum externum) und inneren Bereich (forum internum). In diesen zwei Wirkungsbereichen wird ein und dieselbe römisch-katholische Leitungsgewalt ausgeübt (potestas regiminis exsecutiva). Das forum externum zeichnet sich durch die öffentliche Form aus. Hier getroffene Entscheidungen sind auch für den internen Bereich gültig, sofern keine Geheimhaltung entgegensteht.
Im forum internum wird nichtöffentlich gehandelt, teilweise unbeweisbar (forum internum sacramentale), teilweise beweisbar (forum internum non sacramentale). Die Öffentlichwerdung bzw. Beweisbarkeit eines Gegenstands bewirkt dessen Verweis ins forum externum. Entscheidungen des forum internum werden dem Wesen nach auch im forum externum gültig, wenn keine Einwände der Betroffenen erhoben werden. Aufgrund der fehlenden Publizität sind sie allerdings nicht realiter wirksam.
Amtsträger des äußeren Bereiches können theoretisch auch im inneren Bereich wirken. Amtsträger des inneren Bereiches sind in ihrer Wirksamkeit auf diesen beschränkt.
Der Kirchenrechtler Klaus Mörsdorf betont für die heutige Kanonistik und Bußtheologie den Rechtscharakter „iurisdictio fori interni“.Das forum internum umfasst damit den Charakter einer kirchlichen Rechtsprechung und das forum externum den einer Gerichtsstätte. Erstmals gebraucht wurde der forum-Begriff Anfang des 13. Jahrhunderts im Zusammenhang mit dem Übergang von der öffentlichen Buße (Absolution für die Versöhnung) zur geheimen Beichte (Beichtvater als Richter/Seelsorger für die Vergebung). Forum internum umfasst danach rechtsethische Fragen der Gewissensbindung und der Zuständigkeit kirchlicher Hoheitsgewalt.
In der modernen Grundrechtsdogmatik steht forum nicht bloß für den Geltungsbereich des katholischen Kirchenrechts, sondern unabhängig vom jeweiligen Bekenntnis für den Schutzbereich des Grundrechts der Religionsfreiheit. Das forum internum bezeichnet dabei – etwa nach der Rechtsprechung zu Art. 9 Abs. 1 EMRK – die individuelle Glaubensfreiheit als Kern der Religionsfreiheit, während das forum externum das öffentliche Bekenntnis und die Freiheit zur Ausübung der Religion in den religiösen Vorschriften entsprechendem Verhalten umfasst. Das forum internum beinhaltet ein Verbot religiöser Indoktrinierung durch staatliche Akteure und wird ohne Einschränkungsmöglichkeit gewährt.